# Idaea circumsticta
Idaea circumsticta är en fjärilsart som beskrevs av W. Warren 1904. Idaea circumsticta ingår i släktet Idaea och familjen mätare. Inga underarter finns listade i Catalogue of Life.